# Stolarskicyathus pocilliformis
Stolarskicyathus pocilliformis är en korallart som beskrevs av Stephen D. Cairns 2004. Stolarskicyathus pocilliformis ingår i släktet Stolarskicyathus och familjen Gardineriidae. Inga underarter finns listade i Catalogue of Life.